# Gunna
Серхио Джаванни Китченс (англ. Sergio Giavanni Kitchens; род. 14 июня 1993, Колледж-Парк, Джорджия), более известен как Gunna — американский рэпер. Наиболее известен благодаря его совместным композициям с Янг Тагом и Lil Baby, он подписан на лейбл Тага — YSL Records, а также 300 Entertainment и Atlantic Records. Его дебютный студийный альбом Drip or Drown 2 вышел 22 февраля 2019. Gunna выпустил второй альбом Wunna 22 мая 2020.

## Ранняя жизнь
Китченс родился в Колледж-Парке, Джорджия. Он вырос с матерью и четырьмя старшими братьями. Он начал писать песни в пятнадцать лет. Он вырос слушая Cam’ron, Chingy, Outkast и других. Китченс учился в Langston Hughes High School. В 2013, Gunna выпустил дебютный микстейп Hard Body под псевдонимом Yung Gunna.

## Карьера

### 2016–2018: начало карьеры и серия Drip Season
Gunna был представлен американскому рэперу Янг Тагу через Кейта «King» Троупа, их общего друга и общественного деятеля, который умер в декабре 2015 года. Китченс поучаствовал на песне Тага «Floyd Mayweather» с его микстейпа Jeffery.
14 октября 2016 года Gunna выпустил свой дебютный микстейп Drip Season на лейбле YSL Records. 11 мая 2017 вышло продолжение пластинки. 30 ноября он выпустил свой дебютный мини-альбом Drip or Drown, полностью спродюсированный Wheezy, его близким другом.

### 2018: Drip Season 3 и Drip Harder
2 февраля 2018 года он выпустил микстейп Drip Season 3. В нём приняли участие известные рэперы: Hoodrich Pablo Juan, Lil Durk, Nav и Lil Yachty.
17 апреля 2018 года Gunna выпустил сингл «Sold Out Dates!» при участии американского рэпера Lil Baby, его близкого друга и частого соавтора. 3 августа Китченс и канадский рэпер Nav участвовали на песне Трэвиса Скотта «Yosemite» с третьего студийного альбома Astroworld.
12 сентября 2018 года Gunna и Lil Baby выпустили совместную песню «Drip Too Hard», которая стала лид-синглом с их совместного микстейпа Drip Harder. Он был выпущен 5 октября. Сингл и микстейп заняли 4-е место в Billboard Hot 100 и Billboard 200 соответственно.

### 2019: Drip or Drown 2
1 февраля 2019 года Gunna выпустил сингл «One Call», который стал платиновым и главным синглом с его дебютного студийного альбома Drip or Drown 2. Альбом был выпущен 22 февраля при участии других рэперов из Атланты Lil Baby, Янг Тага и Playboi Carti.
16 августа 2019 года он участвовал на сингле Янг Тага «Hot» из дебютного студийного альбома So Much Fun. Песня заняла первое место в Apple Music. 31 октября на трек был сделан ремикс с дополнительным куплетом от Трэвиса Скотта. Gunna также фигурирует на песнях «Surf», а также в «Diamonds» из делюкс-версии So Much Fun.

### 2020-2021: Wunna и Slime Language 2
Gunna появился на ремиксе песни Pop Smoke «Dior», выпущенном 12 февраля. Он участвовал на треке Nav под названием «Turks» при участии Трэвиса Скотта.
6 марта 2020 года Gunna выпустил песню «Skybox», ставшую первым синглом с его второго студийного альбома Wunna. 18 мая вышел одноимённый с пластинкой трек, четыре дня спустя, Gunna выпустил альбом. Он дебютировал под первым номером в Billboard 200. 24 июля вышла делюкс-версия.
16 апреля 2021 года Gunna участвовал на сборники лейбла Янг Тага Slime Language 2.

### 2022: DS4Ever
7 января 2022 года Gunna выпустил третий студийный альбом DS4Ever, ставший четвёртой и последней частью серии Drip Season

## Проблемы с законом
3 июня 2018 года Gunna и его диджей ехали в Джонсборо, штат Арканзас, чтобы выступить на Diamond Grill. Они сбились с пути и спросили у полицейского путь. Когда офицер проехал мимо серого внедорожника, он почувствовал запах марихуаны, экстази и других наркотиков. Полицейский немедленно обыскал машину и обнаружил в ней коробку с марихуаной. Gunna и его диджей были арестованы. На следующий день они были освобождены под залог 2500 долларов и должны были вернуться в суд 27 июля.
Young Thug и Gunna входили в число 28 человек, связанных с YSL, которым в мае 2022 года было предъявлено обвинение по 56 пунктам Закона RICO. 14 декабря 2022 года Китченс признал себя виновным по единственному обвинению в рэкете и был приговорён к пяти годам условного заключения с заменой одного года на отбытый срок и к 500 часам общественных работ; в тот же день он был освобожден из тюрьмы.

## Дискография
Студийные альбомы
- Drip or Drown 2[англ.] (2019)
- Wunna (2020)
- DS4Ever (2022)
- A Gift & a Curse[23] (2023)

## Фильмография
| Год  |   | Русское название | Оригинальное название | Роль     |
| ---- | - | ---------------- | --------------------- | -------- |
| 2022 | с | Атланта          | Atlanta               | Сам себя |